# Ernest Danicourt
Ernest Danicourt né à Saint-Léger-lès-Authie (Somme) le 17 août 1846 et mort à Naours (Somme), le 7 mai 1912, plus connu sous le nom de l’abbé Danicourt, était un prêtre du diocèse d'Amiens, historien et archéologue picard du XIXe siècle.

## Biographie

### Famille et formation
Ernest Danicourt était le neveu de François-Xavier Danicourt, évêque missionnaire en Chine, né en 1806 à Authie (Somme) et  mort en 1860
à Paris. Son père, Constantin Danicourt, maréchal-ferrant, fut maire de Saint-Léger-lès-Authie.
Ernest Danicourt suivit d'abord ses études au collège de Montdidier puis à l'Institution Saint-Stanislas d'Abbeville, et obtint le baccalauréat ès-lettres. C'est à Abbeville, à l'époque où Boucher de Perthes faisaient ses découvertes, qu'Ernest Danicourt prit goût à l'archéologie et à l'histoire. 
Il entra ensuite au grand séminaire d'Amiens et fut ordonné prêtre le 17 décembre 1871. 

### Carrière ecclésiastique

#### Vicaire à Ham
Il fut d'abord nommé et nommé vicaire à Ham, il y passa 14 ans remplissant également les fonctions d'aumônier militaire au fort de Ham, de 1874 à 1880. Il œuvra pour la restauration de l'abbaye Notre-Dame de Ham, bâtiment en brique et pierre de style Louis XIV, de 1880 à 1885.

#### Curé de Naours
En 1885, il procéda à des fouilles archéologiques sur l'emplacement de l'ancien château d'Authie, dans le bois du Plouis, et sur l'emplacement d'un village disparu, voisin d'Authie, ainsi que dans l'ancien cimetière mérovingien de ce hameau.
L'abbé Danicourt fut curé de Naours de 1886 à sa mort. Il était chapelain de la cathédrale Notre-Dame d'Amiens et membre de la Société française d'archéologie. On lui doit la restauration du chœur de l'église Saint-Martin de Naours. 

### La découverte de la cité souterraine de Naours
C'est lui qui découvrit les muches de Naours, le 15 décembre 1887. L'abbé Danicourt se consacra, durant plusieurs années, à l'exploration du réseau de galeries des muches et à sa remise en état. Il y découvrit une grande quantité d'objets usuels qui lui permirent d'en dater l'occupation, ainsi que des ossements de plusieurs espèces animales et des pièces de monnaie. En 1905 un trésor de 20 pièces d'or y fut découvert.
Le 3 juillet 1893, l'abbé Danicourt organisa dans la cité souterraine de Naours, une réunion à laquelle participèrent des membres de la Société française d'archéologie, de la Société d'émulation d'Abbeville et de la Société des antiquaires de Picardie. Un monument dans la cité souterraine rappelle cet événement.
Il fut membre de la Société des antiquaires de Picardie, de la Société d'émulation d'Abbeville, de la Société française d'archéologie, de la Société de spéléologie...

## Publications
- avec Elie Fleury, Histoire populaire de la ville et du château de Ham, Ham, Carpentier, 1881.
- Histoire d'Authie, de son prieuré conventuel et de son château féodal, Ham, Léon Carpentier, 1885 : lire sur Gallica.
- Notice biographique sur M. Charles Gomart, 1885.
- Vie de Mgr Danicourt, de la Congrégation de la Mission, évêque d'Antiphelles, vicaire apostolique du Tché-Kiang et du Kiang-Sy Chine, 1889.
- Compte rendu des fouilles et des travaux exécutés dans les souterrains-refuges de Naours depuis le 3 juillet 1893, Abbeville C. Paillart, 1897 -ASIN: B001CBMIS8.